# پست (آلبوم بیورک)
پست (به انگلیسی: Post) دومین آلبوم استودیویی از خوانندهٔ ایسلندی بیورک می‌باشد که در ۱۳ ژوئن سال ۱۹۹۵ از سوی وان لیتل ایندین منتشر گردید. بیورک با ادامهٔ سبکی که در نخستین آلبومش دبیو (۱۹۹۳) شکل داده بود، با پست پا به قلمرویی گذاشت که ترانه‌هایش از لحاظ جسارت و بیان بیرونی فراتر از آلبوم قبلی بودند. این آلبوم مجموعه‌ای متنوع و التقاطی از سبک‌های موسیقی الکترونیک و رقص – از تکنو، تریپ هاپ گرفته تا آی‌دی‌ام و هاوس – به‌همراهٔ ژانرهایی همچون امبینت، جاز، اینداستریال و تجربی را دربرمی‌گیرد. بیورک آلبوم را خود تهیه کرده و در این مسیر، با تهیه‌کنندگانی چون نلی هوپر، گراهام مسی عضو ۸۰۸ استیت و تریکی (عضو پیشین گروه مسیو اتک) همکاری داشت. او بیشتر ترانه‌های آلبوم را پس از نقل‌مکان به لندن نوشت و هدفش از ساخت این آلبوم، بازتاب زندگی تازه‌اش در این شهر بود.